# Quadrilatero

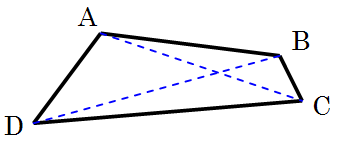
Quadrilatero ABCD

In geometria il quadrilatero è un poligono con quattro lati e quattro vertici.
Tutti i quadrilateri hanno quattro vertici e quattro angoli interni (cioè sono quadrangoli).
La somma delle ampiezze degli angoli interni di un quadrilatero semplice ABCD è uguale a 360°:
{\displaystyle \angle A+\angle B+\angle C+\angle D=360^{\circ }.}
Le due diagonali di un quadrilatero convesso sono segmenti che uniscono vertici opposti.
Si distinguono vari tipi di quadrilateri; in altre parole nell'insieme dei quadrilateri vengono individuati vari sottoinsiemi. I diversi tipi di quadrilateri hanno diverse applicazioni, spesso importanti; presentano interesse, anche operativo, le relazioni di inclusione che sussistono tra i sottoinsiemi notevoli dell'insieme dei quadrilateri.

## Quadrilateri convessi e quadrilateri non convessi

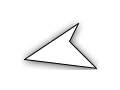
Quadrilatero non convesso

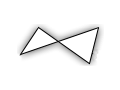
Quadrilatero non convesso (intrecciato)

"Quadrilatero convesso", come dice il termine, è un quadrilatero e una "figura piana convessa", cioè una figura piana che per ogni coppia di punti interni contiene tutti i punti del segmento di cui essi sono le estremità. Tutti gli angoli interni di un quadrilatero convesso hanno ampiezza inferiore a 180°.
"Quadrilatero non convesso", anche questo termine è autoesplicativo, è un quadrilatero e una "figura piana non convessa", cioè una figura piana che contiene due punti tali che il segmento che li congiunge possiede punti che non appartengono alla figura stessa. Almeno un angolo interno di un quadrilatero non convesso ha ampiezza maggiore di 180°. 
Dunque l'insieme dei quadrilateri si ripartisce nel sottoinsieme dei quadrilateri convessi e nel sottoinsieme dei quadrilateri non convessi (complementare del precedente). I quadrilateri non convessi sono caratterizzati anche dal fatto che prolungando due loro lati si ottengono punti interni della figura.

## I principali tipi di quadrilateri convessi

Famiglia dei quadrilateri

Il trapezio è un quadrilatero convesso che ha due lati opposti paralleli. Il trapezio può essere di tre tipi diversi:
- trapezio rettangolo - possiede due angoli retti;
- trapezio isoscele - ha due lati congruenti;
- trapezio scaleno - ha tutti gli angoli e i lati diversi.

Il parallelogramma è un quadrilatero in cui i lati sono a due a due paralleli. Si tratta di un caso particolare del trapezio. Ha i lati opposti uguali a due a due, e gli angoli adiacenti sono supplementari, ossia sommati formano un angolo di 180°. Inoltre le diagonali di un parallelogramma si bisecano, ossia si incontrano nel loro punto medio.
Il rombo (o losanga) è un quadrilatero con tutti i lati congruenti e gli angoli congruenti a due a due. Esso risulta essere un caso particolare di parallelogramma: presenta le due diagonali perpendicolari.
Il rettangolo è un parallelogramma i cui angoli interni sono tutti congruenti, dunque tutti retti (90°). Il rettangolo è un quadrilatero ciclico.
Il quadrato è un rettangolo con tutti i lati e tutti gli angoli congruenti. È sia un rombo che un rettangolo. Dall'unione di quadrati e rettangoli si possono ottenere figure interessanti come il rettangolo armonico, il rettangolo aureo (utilizzato soprattutto per le sculture antiche) e il tatami, che è un altro tipo di rettangolo di origine giapponese usato per costruire dei tappeti che compongono il "pavimento" delle loro case.

## Altri tipi di quadrilateri convessi
- Quadrilatero ciclico è un quadrilatero convesso i cui vertici appartengono a una sola circonferenza.
- Aquilone o deltoide è un quadrilatero i cui lati sono congruenti a coppie di lati consecutivi.